# Rasemia macrodonta
Rasemia macrodonta är en fjärilsart som beskrevs av George Francis Hampson 1909. Rasemia macrodonta ingår i släktet Rasemia och familjen tandspinnare. Inga underarter finns listade.